# Jacó Jacóme
Jacob Helder Guedes de Oliveira Jácome ou simplesmente Jacó Jácome (Natal, 29 de janeiro de 1992) é político brasileiro, ex-vereador de Natal atualmente ele é deputado estadual do Rio Grande do Norte, filiado ao PSD.
Através da influência do pai Antônio Jácome, Jacó entrou cedo para a política e se filiou ao PMN, disputou a eleição para vereador de Natal em 2012 com apenas 20 anos de idade e foi eleito com 5.942 votos. 
Em 2014, foi candidato deputado estadual pela primeira vez e conseguiu 28.620 votos que o elegeram como "o deputado mais jovem do RN".
Em março de 2016, Jacó se filiou ao PSD com a expectativa de ser o pré-candidato do partido do governador Robinson Faria na disputa pelo cargo de prefeito de Natal.
Em 2018, candidatou-se à reeleição a deputado estadual e dessa vez não conseguiu êxito, ficando na 1ª suplência com 26.864 votos conquistados, mas em março de 2021, após a cassação do mandato do deputado Sandro Pimentel do PSOL, Jacó Jácome assumiu como deputado estadual.